# Scincomorpha
Scincomorpha – nadrodzina jaszczurek z rzędu łuskonośnych (Squamata).

## Systematyka
Do infrarzędu należą następujące rodziny: 
- Cordylidae Fitzinger, 1826 – szyszkowcowate
- Gerrhosauridae Fitzinger, 1843 – tarczowcowate
- Scincidae Gray, 1825 – scynkowate
- Xantusiidae Baird, 1858 – nocówkowate

Opisano również rodziny wymarłe:
- Contogenyidae Nydam & Fitzpatrick, 2009
- Eoxantidae Alifanov, 1993
- Globauridae Alifanov, 2000
- Hodzhakuliidae Alifanov, 1993
- Paramacellodidae Estes, 1983